# Hisni Shaqiri
Hisni Shaqiri (ur. 1 marca 1949 w Otlji) – północnomacedoński polityk pochodzenia albańskiego, żołnierz Armii Wyzwolenia Narodowego, deputowany do Zgromadzenia Republiki Macedonii z ramienia Demokratycznego Związku na rzecz Integracji.